# سیارک ۱۸۲۹۵
سیارک ۱۸۲۹۵ (به انگلیسی: 18295 Borispetrov، نامگذاری:1978TT7) هجده هزار و دویست و نود و پنجمین سیارک کشف شده‌است که در ۲ اکتبر ۱۹۷۸ کشف شد.
قدر مطلق سیارک برابر ۲۵.۷ است.